# PRQ
PeRiQuito AB (PRQ) is een Zweedse internetprovider en hostingprovider, onder meer bekend als host van de BitTorrent-website The Pirate Bay. De eigenaren van PRQ waren Fredrik Neij en Gottfrid Svartholm.
Sinds februari 2009 zijn Gottfrid Svartholm en andere oud-werknemers niet meer actief bij PRQ.